# Joseph Shaw (Schauspieler)
Joseph Shaw (* 1920 in Lancashire, England; † 9. Januar 2008 in Stratford, Ontario, Kanada) war ein britischer Schauspieler. Er wirkte regelmäßig am Stratford Shakespeare Festival mit.

## Filmografie
- 19??: Hudson's Bay (Fernsehserie)
- 1960: The Unforeseen (Fernsehserie)
- 1961: Lord Durham
- 1967: The Mystery Maker (Fernsehserie)
- 1969: Change of Mind
- 1970: The Man Who Wanted to Live Forever
- 1974: The National Dream: Building the Impossible Railway (Fernseh-Miniserie)
- 1975: King of Kensington (Fernsehserie)
- 1979: Die Brut
- 1980: War Brides
- 1987: Die Waffen des Gesetzes (Fernsehserie)
- 1988: Chasing Rainbows (Fernseh-Miniserie)
- 1988: Unbekannte Dimensionen (Fernsehserie)
- 1989: The Comedy of Errors
- 1990: The Ray Bradbury Theater (Fernsehserie)
- 1993: Dieppe